# Lajes das Flores
Lajes das Flores – miasto i gmina (port. concelho) na Azorach (region autonomiczny Portugalii), na wyspie Flores. Według danych szacunkowych na rok 2011 liczy 1504 mieszkańców.

## Podział administracyjny
Gmina ta dzieli się na 7 sołectw (ludność wg stanu na 2011 r.)
- Lajes das Flores - 627 osób
- Fazenda - 257 osób
- Lomba - 206 osób
- Fajã Grande - 202 osoby
- Lajedo - 93 osoby
- Fajãzinha - 76 osób
- Mosteiro - 43 osoby